# Vienna Open 1985
Il Vienna Open 1985, noto anche come Fischer Grand Prix per motivi di sponsorizzazione, è stato un torneo di tennis giocato sul sintetico indoor della Wiener Stadthalle a Vienna, in Austria. È stata l'11ª edizione del torneo, faceva parte del Nabisco Grand Prix 1985 e si è giocato dal 18 al 25 novembre 1985.

## Campioni

### Singolare maschile
Jan Gunnarsson ha battuto in finale  Libor Pimek con il punteggio di 6–7, 6–2, 6–4, 1–6, 7–5

### Doppio maschile
Mike De Palmer /  Gary Donnelly hanno battuto in finale  Sergio Casal /  Emilio Sánchez con il punteggio di 6–4, 6–3